# Justin Savornin
Célestin Eugène Justin Savornin est un professeur de faculté et géologue français né le 4 décembre 1876 à Pertuis (2 rue Petite) et mort le 23 février 1970 à Alger. Sa dépouille a été rapatriée à Pertuis. 
Il concentra ses recherches sur le sous-sol du Sahara et est considéré comme l'un de ses explorateurs les plus dévoués.
Savornin est, avec Charles Depéret, l'un des principaux découvreurs en 1924 du dinosaure théropode Carcharodontosaurus, même si dans la description des spécimens qu'ils mirent au jour ils attribuèrent d'abord ces restes au genre Megalosaurus puis Dryptosaurus.

## Principales publications
- La région d'Oudjda, Protat frères, imprimeurs, 1930
- Notice géologique sur le Sahara central, Imprimeries La Typo-litho et J. Carbonel réunies, 1934
- La géologie algérienne et nord-africaine depuis 1830, Masson, 1931
- Travaux de L'Institut de Recherches Sahariennes Imp.Imbert, Alger dont le tome IV, 1947 : Le plus grand appareil hydraulique du Sahara (Nappe artésienne dite de l'Albien), et le tome VI, 1950 : Le Bas Sahara (L'appareil artésien le plus simple du Sahara).